# Aeroporto di Opa-locka
L'aeroporto di Opa-locka  è un aeroporto situato a 16 km dal centro di Miami nello stato della Florida, negli Stati Uniti d'America.